# Banana Split (émission de télévision)
Pour les articles homonymes, voir Banana split (homonymie).
 (juin 2020).
Si vous disposez d'ouvrages ou d'articles de référence ou si vous connaissez des sites web de qualité traitant du thème abordé ici, merci de compléter l'article en donnant les références utiles à sa vérifiabilité et en les liant à la section « Notes et références ».
Banana Split était une émission de télévision [pour la jeunesse diffusée sur la première chaîne de l'ORTF de 1970 à 1975.
Il s'agit en fait de la rediffusion d'une série américaine animée par un groupe de rock dont les musiciens étaient affublés d'un déguisement : Singe, chien, éléphant et... une sorte de lion.
Cette série américaine a été diffusée au Québec à partir du 10 septembre 1969 à Télé-Métropole.

## Doublage québécois
- Yves Corbeil : Banana Vac
- Benoît Marleau : Drooper le lion
- Jean-Claude Robillard : Fleegie le chien

 Source et légende : version québécoise (VQ) sur Doublage.qc.ca